# روزهای بنگلور (فیلم ۲۰۱۶)
روزهای بنگلور (به تامیلی: Bangalore Naatkal) و (به انگلیسی: Bangalore Days) فیلمی هندی محصول سال ۲۰۱۶ و به کارگردانی باسکار است. در این فیلم بازیگرانی همچون آریا، بوبی سیمها، سری دیویا، رانا داگوباتی، پارواتی، رائی لاکشمی، پاریس لاکسمی، سارانیا پونوانان، رکا هریس و سامانتا روت پرابو ایفای نقش کرده‌اند.
این فیلم بازسازی فیلم روزهای بنگلور است.